# Brahim Díaz
Brahim Abdelkader Díaz, zkráceně jen Brahim Díaz (3. srpen 1999 Málaga, Španělsko) je marocký profesionální fotbalista, který hraje na pozici ofenzivního záložníka za španělský klub Real Madrid. V roce 2024 se Brahim rozhodl hrát za marockou reprezentaci.

## Přestupy
- z Malaga do Manchester City za 350 000 euro
- z Manchester City do Real Madrid za 17 000 000 euro[3]
- z Real Madrid do Milán 3 200 000 euro (hostování)[4][5]

## Statistiky
| Sezóna                | Klub                  | Liga                  | Liga   | Liga | Domácí poháry | Domácí poháry | Domácí poháry | Kontinentální poháry | Kontinentální poháry | Kontinentální poháry | Celkem | Celkem |
| Sezóna                | Klub                  | Soutěž                | Zápasy | Góly | Soutěž        | Zápasy        | Góly          | Soutěž               | Zápasy               | Góly                 | Zápasy | Góly   |
| --------------------- | --------------------- | --------------------- | ------ | ---- | ------------- | ------------- | ------------- | -------------------- | -------------------- | -------------------- | ------ | ------ |
| 2016/17               | Manchester City       | Premier League        | 0      | 0    | FA Cup+ALP    | 0+1           | 0+0           | LM                   | 0                    | 0                    | 1      | 0      |
| 2017/18               | Manchester City       | Premier League        | 5      | 0    | FA Cup+ALP    | 1+1           | 0+0           | LM                   | 3                    | 0                    | 10     | 0      |
| 2018/19               | Manchester City       | Premier League        | 0      | 0    | FA Cup+ALP+AS | 0+3+1         | 0+2+0         | LM                   | 0                    | 0                    | 4      | 2      |
| Celkem za City        | Celkem za City        | Celkem za City        | 5      | 0    | -             | 7             | 2             | -                    | 3                    | 0                    | 15     | 2      |
| 2019                  | Real Madrid           | Primera División      | 9      | 1    | ŠP            | 2             | 0             | LM                   | 0                    | 0                    | 11     | 1      |
| 2019/20               | Real Madrid           | Primera División      | 6      | 0    | ŠP+ŠS         | 3+0           | 1+0           | LM                   | 1                    | 0                    | 10     | 1      |
| 2020/21               | Milán                 | Serie A               | 27     | 4    | IP            | 2             | 0             | EL                   | 10                   | 3                    | 39     | 7      |
| 2021/22               | Milán                 | Serie A               | 31     | 3    | IP            | 4             | 0             | LM                   | 5                    | 1                    | 40     | 4      |
| 2022/23               | Milán                 | Serie A               | 33     | 6    | IP+IS         | 1+1           | 0+0           | LM                   | 10                   | 1                    | 45     | 7      |
| Celkem za Milán       | Celkem za Milán       | Celkem za Milán       | 91     | 13   | -             | 8             | 0             | -                    | 25                   | 5                    | 124    | 18     |
| 2023/24               | Real Madrid           | Primera División      | 31     | 8    | ŠP+ŠS         | 2+2           | 1+1           | LM                   | 9                    | 2                    | 43     | 12     |
| 2024/25               | Real Madrid           | Primera División      | 23     | 4    | ŠP+ŠS         | 4+2           | 0             | LM+ES                | 9+1                  | 2+0                  | 39     | 6      |
| Celkem za Real Madrid | Celkem za Real Madrid | Celkem za Real Madrid | 69     | 13   | -             | 15            | 3             | -                    | 20                   | 4                    | 104    | 20     |
| Celkově               | Celkově               | Celkově               | 165    | 26   | -             | 30            | 5             | -                    | 48                   | 9                    | 243    | 40     |

## Úspěchy

### Klubové

#### Národní
- vítěz anglické ligy (1x)

Manchester City: 2017/18
- vítěz španělské ligy (2x)

Real Madrid: 2019/20, 2023/24
- vítěz italské ligy (1x)

Milán: 2021/22
- vítěz anglického ligového poháru (1x)

Manchester City: 2017/18
- vítěz anglického superpoháru (1x)

Manchester City: 2018
- vítěz španělského superpoháru (2x)

Real Madrid: 2019, 2024

#### Kontinentální
- vítěz Ligy mistrů UEFA (1x)

Real Madrid: 2023/24
- vítěz Superpoháru UEFA (1x)

Real Madrid: 2024
- vítěz Interkontinentálního poháru FIFA (1x)

Real Madrid: 2024

### Reprezentační
- 1x na ME 21 (2021 – bronz)